# Enaretta somaliensis
Enaretta somaliensis là một loài bọ cánh cứng trong họ Cerambycidae.